# Giải thưởng điện ảnh Hồng Kông cho nữ diễn viên chính xuất sắc nhất
Giải thưởng điện ảnh Hồng Kông cho nữ diễn viên chính xuất sắc nhất là giải thưởng được trao hàng năm tại Giải thưởng Điện ảnh Hồng Kông (HKFA). Nó được trao để tôn vinh nữ diễn viên đã diễn xuất xuất sắc trong một bộ phim Hồng Kông.[ghi chú 1] Lễ trao Giải thưởng Điện ảnh Hồng Kông lần thứ nhất được tổ chức vào năm 1982, thời điểm đó không có quy trình đề cử chính thức nào được thiết lập; giải thưởng được trao cho Huệ Anh Hồng với vai diễn trong phim Trưởng bối (長輩). Sau lễ trao giải đầu tiên, một hệ thống đề cử đã được lập, theo đó không quá năm đề cử được đưa ra cho mỗi hạng mục và mỗi mục được chọn qua hai vòng bỏ phiếu. Đầu tiên, các ứng cử viên tiềm năng được đánh giá từng người một với 50% với trọng số từ các cử tri HKFA và hàng trăm giám khảo chuyên nghiệp, đóng góp vào điểm số cuối cùng để năm ứng cử viên hàng đầu tiến vào vòng bỏ phiếu thứ hai. Người chiến thắng sau đó được chọn thông qua quy trình tính điểm trong đó 55% phiếu bầu đến từ 55 giám khảo chuyên nghiệp, 25% từ đại diện của Hiệp hội Nghệ sĩ Biểu diễn Hồng Kông và 20% từ tất cả các Thành viên Ban chấp hành HKFA khác.
Trương Mạn Ngọc giữ danh hiệu nhận được nhiều giải thưởng nhất sau 5 lần được vinh danh. Trương Ngải Gia giữ kỷ lục là nữ diễn viên được đề cử nhiều nhất với 12 đề cử.

## Người chiến thắng và người được đề cử
Trong bảng dưới đây, các đề cử giải thưởng được liệt kê theo năm tương ứng với lễ trao giải thường niên của Giải thưởng Điện ảnh Hồng Kông. Tại buổi lễ đầu tiên diễn ra vào năm 1982, các giải thưởng đã được trao cho những người chiến thắng mà không qua việc đề cử. Các giải về sau, người chiến thắng được chọn từ các danh sách đề cử từng hạng mục.

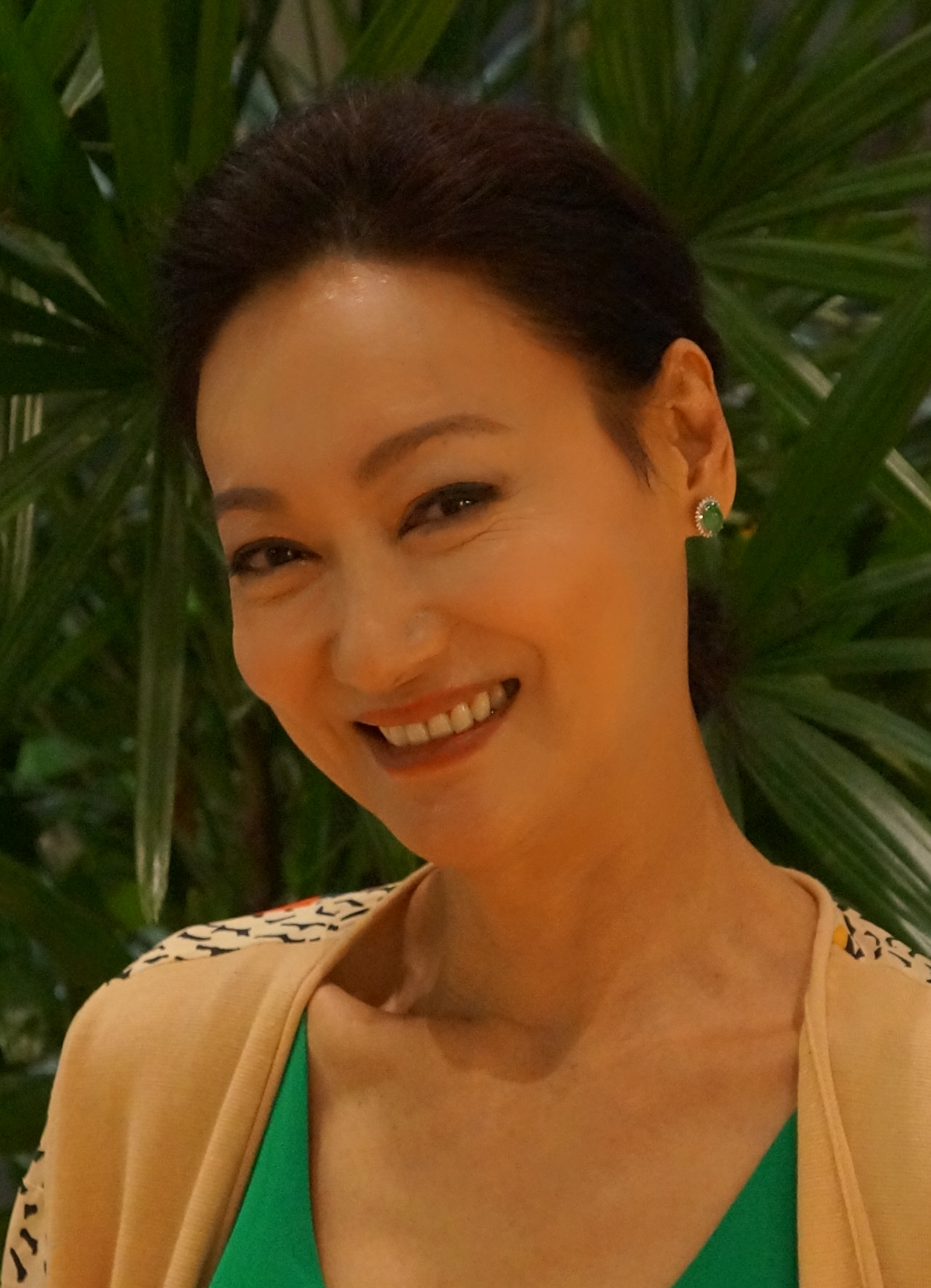
Huệ Anh Hồng là nữ diễn viên đoạt giải đầu tiên với vai diễn trong phim Trưởng Bối (1981).

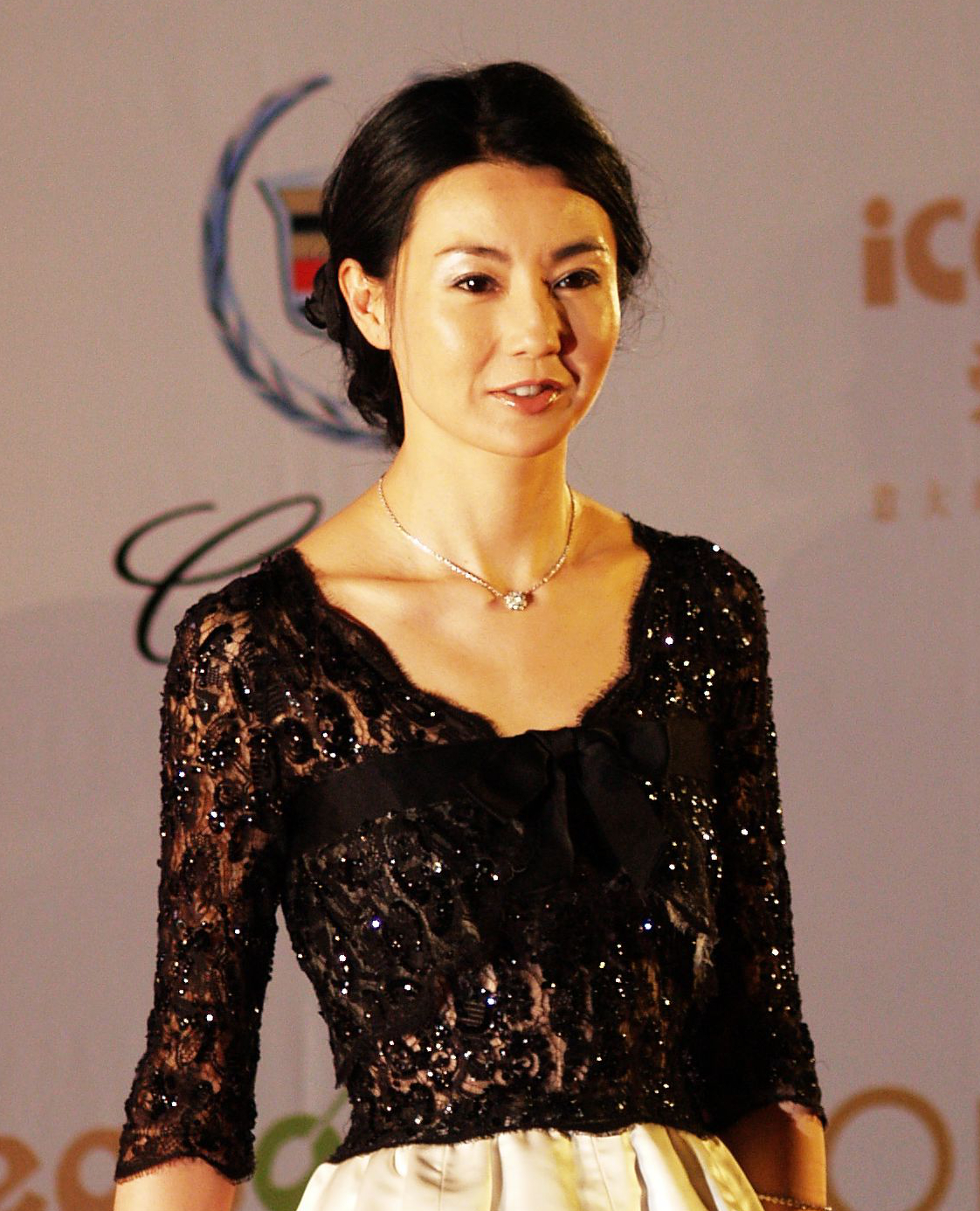
Trương Mạn Ngọc có 5 lần đoạt giải với các vai diễn trong Bất thoát mạt đích nhân (1989), Nguyễn Linh Ngọc (1991), Điềm mật mật (1996), Tống gia hoàng triều (1997) và Tâm trạng khi yêu (2000).

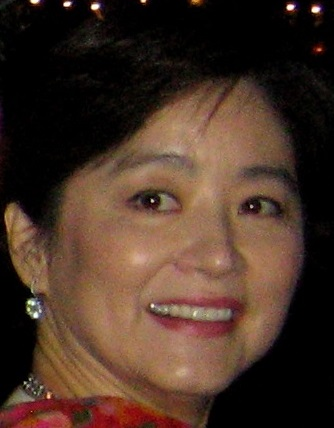
Lâm Thanh Hà được đề cử với vai diễn trong Tân Thục Sơn kiếm hiệp và 3 đề cử khác.

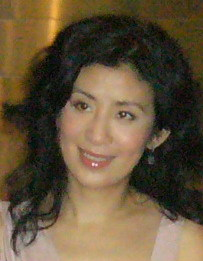
Ngô Quân Như đoạt giải năm 1998 với Cổ hoặc tử tình nghĩa thiên chi hồng hưng thập tam muội.

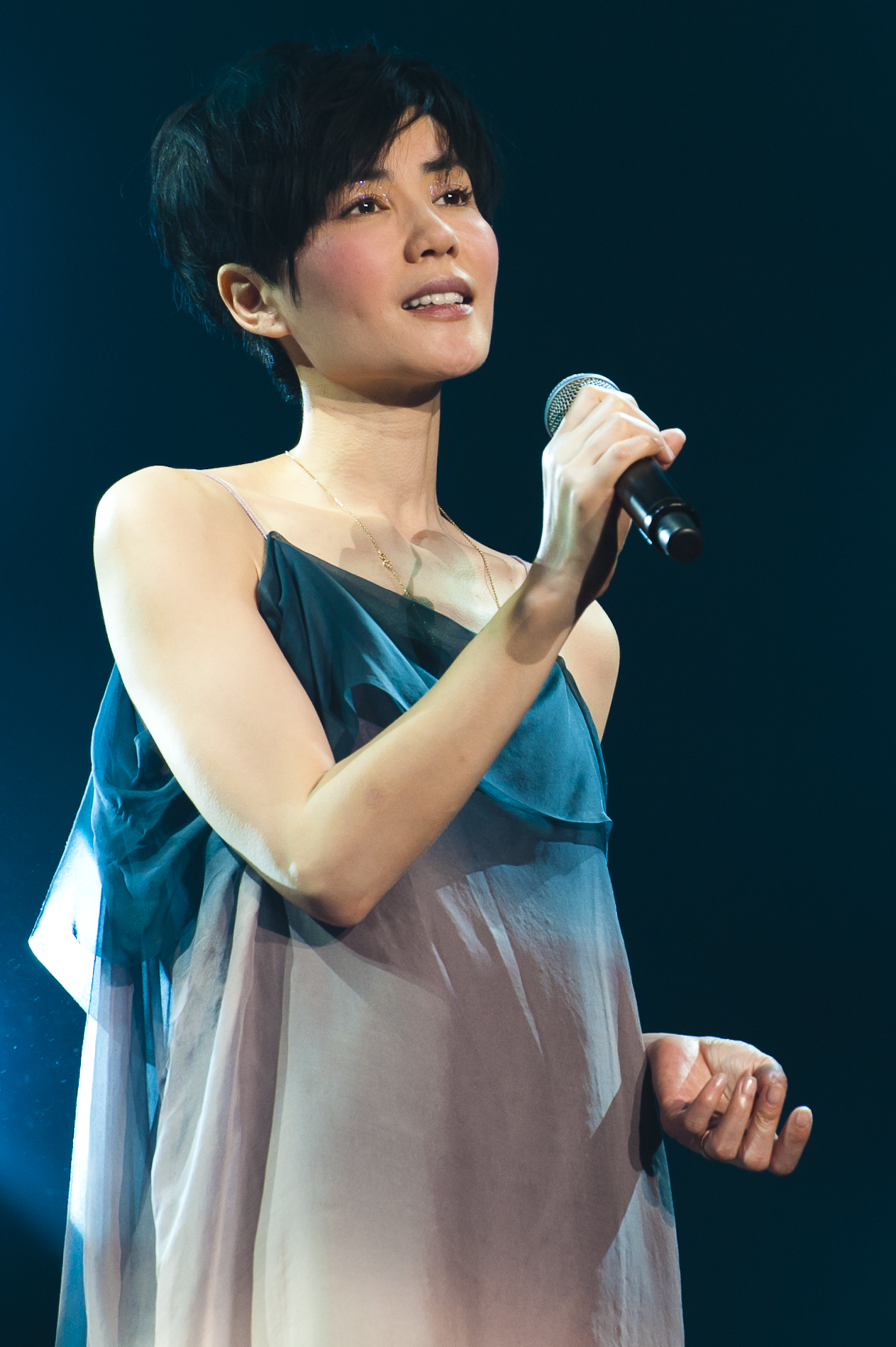
Vương Phi được đề cử với vai diễn trong Trùng Khánh sâm lâm (1995) và Thiên hạ vô song (2002).

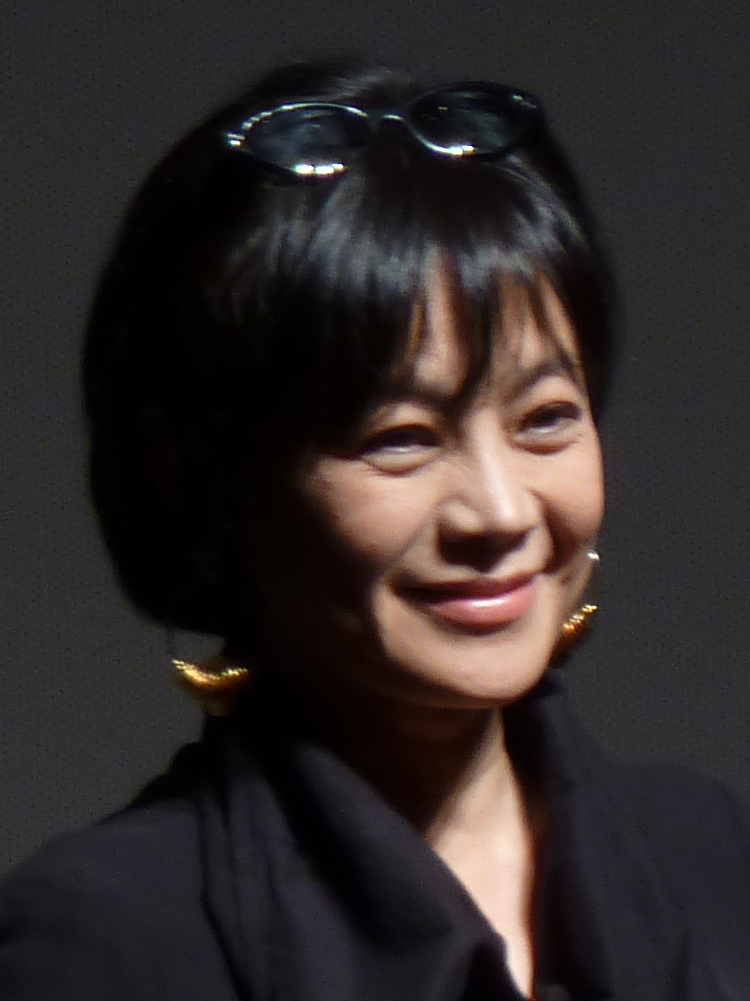
Trương Ngải Gia đoạt giải năm 2002 với Địa cửu thiên trường.

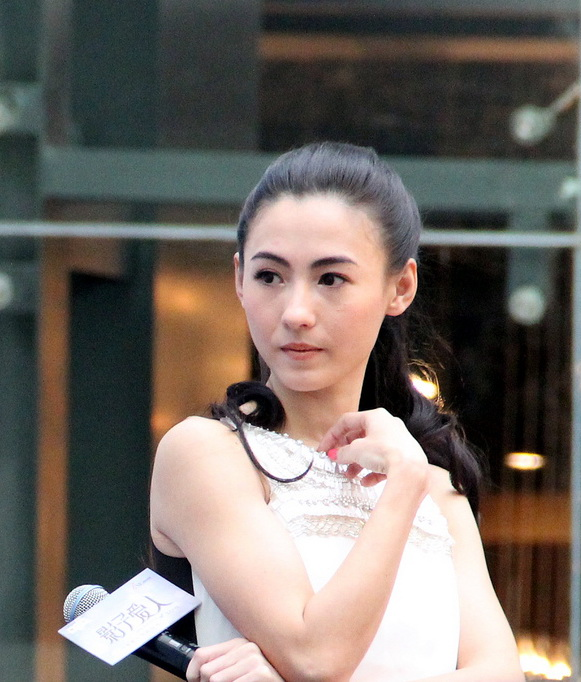
Trương Bá Chi đoạt giải năm 2004 với Lost in Time.

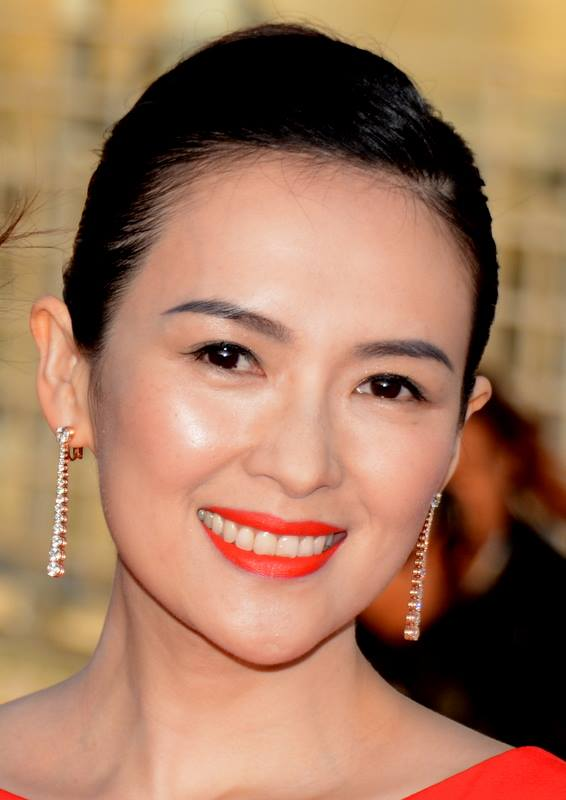
Chương Tử Di đoạt giải năm 2005 với 2046 và năm 2014 với The Grandmaster.

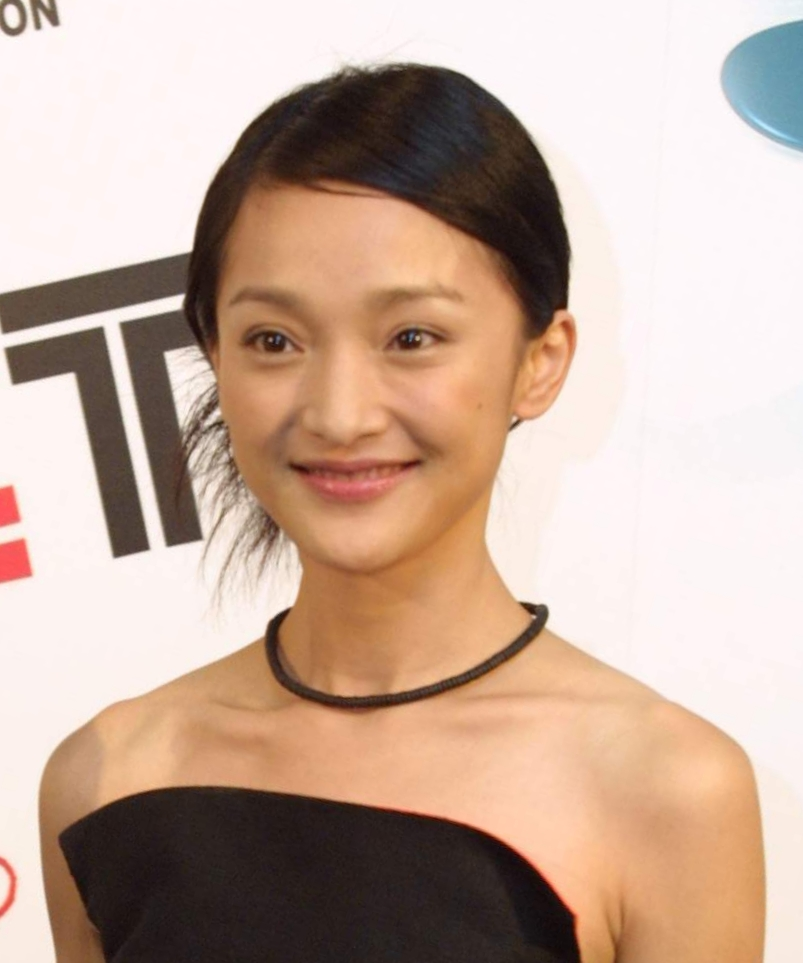
Châu Tấn đoạt giải vào năm 2006 với Nếu như yêu.

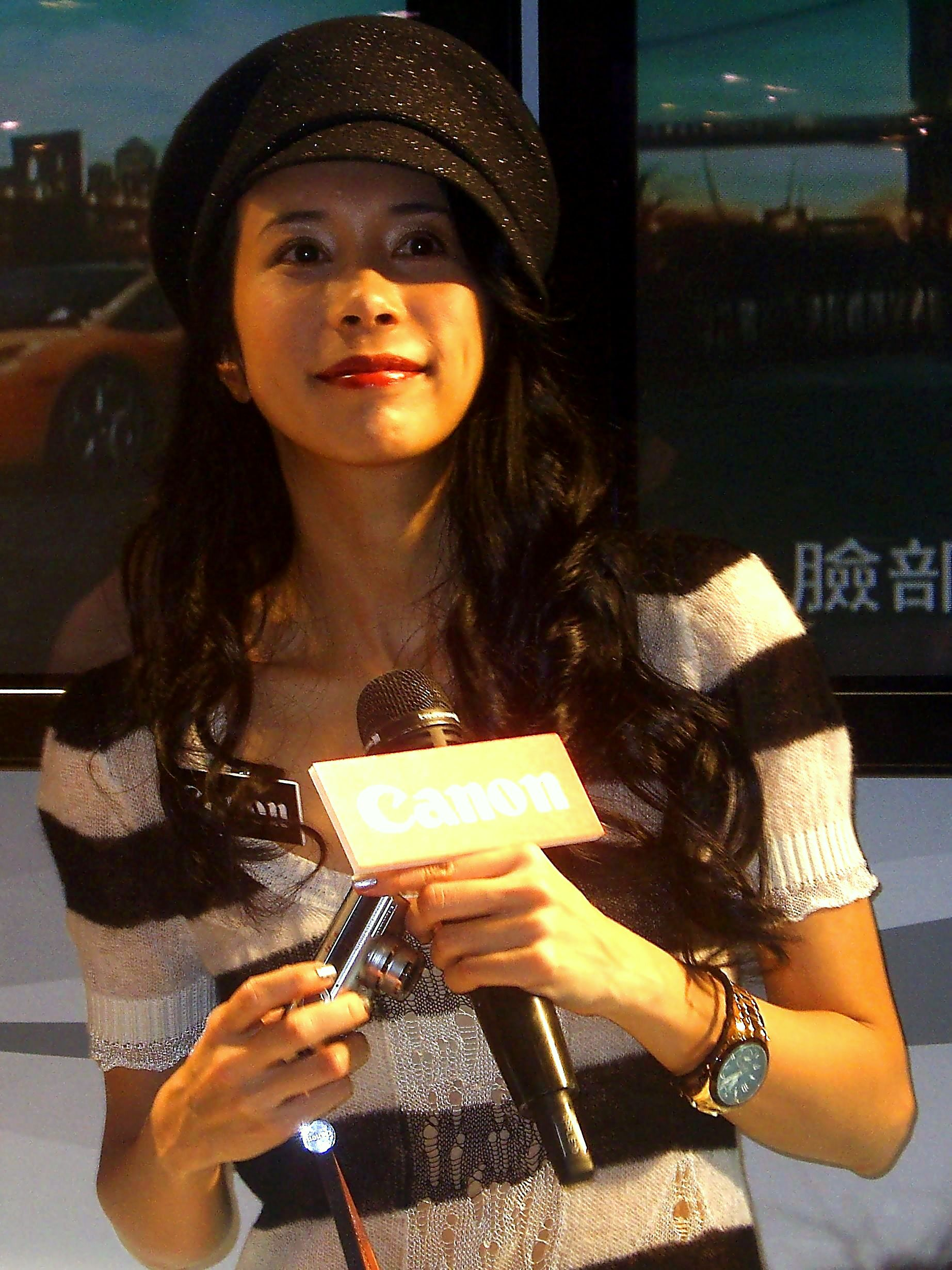
Mạc Văn Úy nhận được đề cử với vai diễn trong Thần ăn (1997) và Wait 'til You're Older (2006).

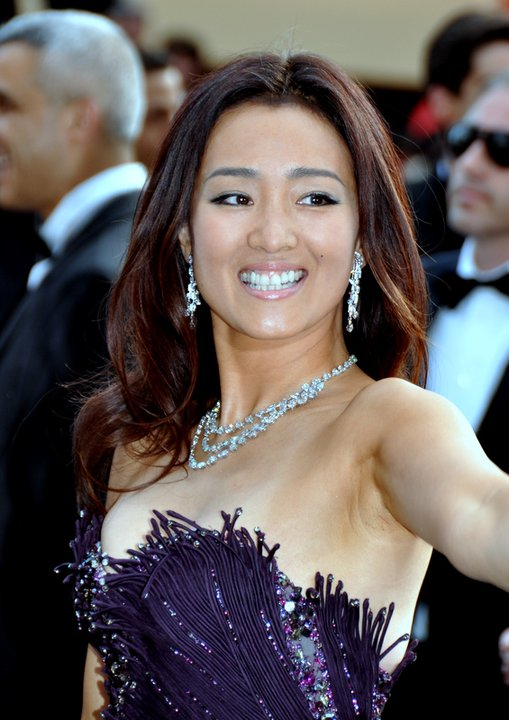
Củng Lợi đoạt giải năm 2008 với Hoàng Kim Giáp.

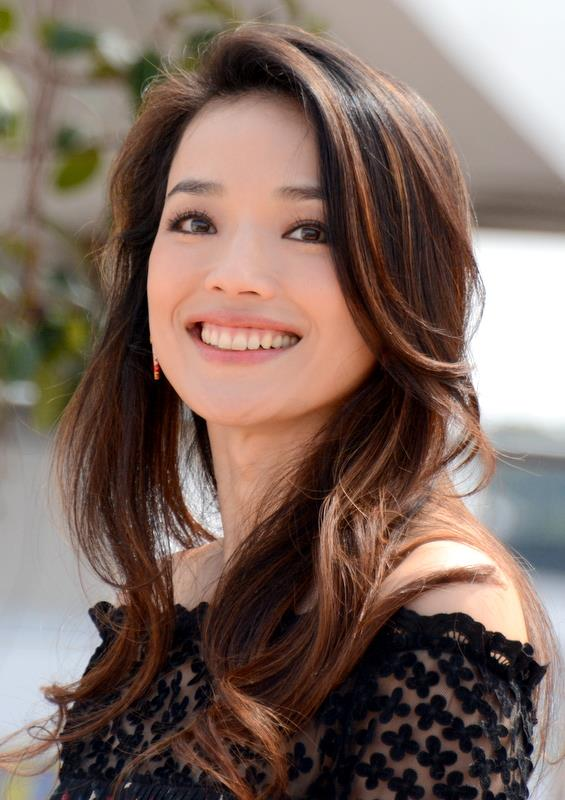
Thư Kỳ nhận được đề cử trong năm 2010 và 2012.

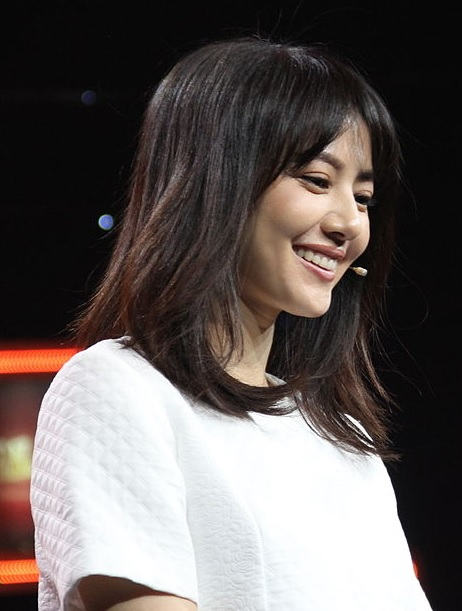
Cao Viên Viên nhận được đề cử trong năm 2012 với vai diễn trong Đơn thân nam nữ

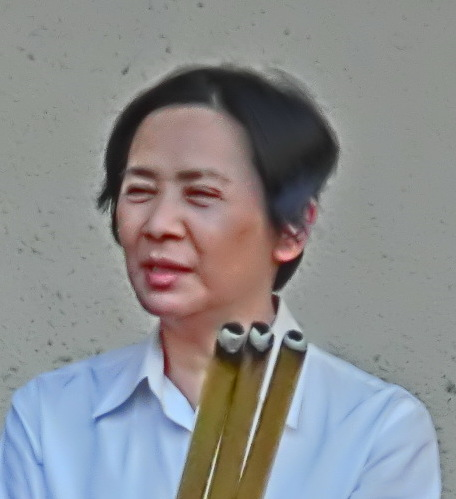
Diệp Đức Nhàn đoạt giai năm 2012 với Đào tỷ.

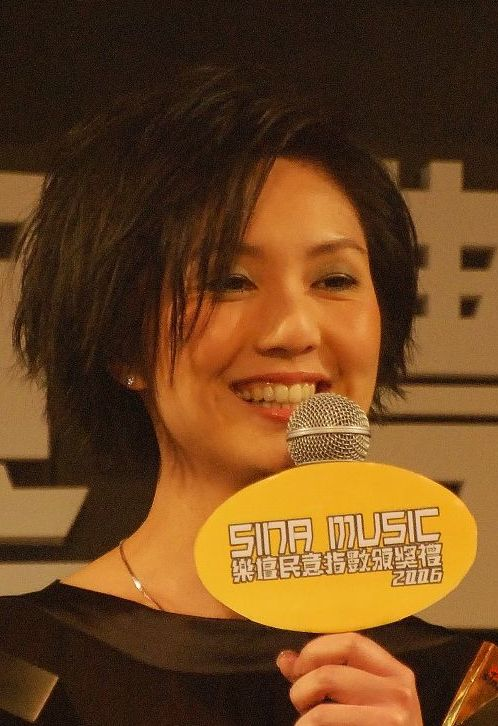
Dương Thiên Hoa đoạt giải năm 2013 với Love in the Buff.

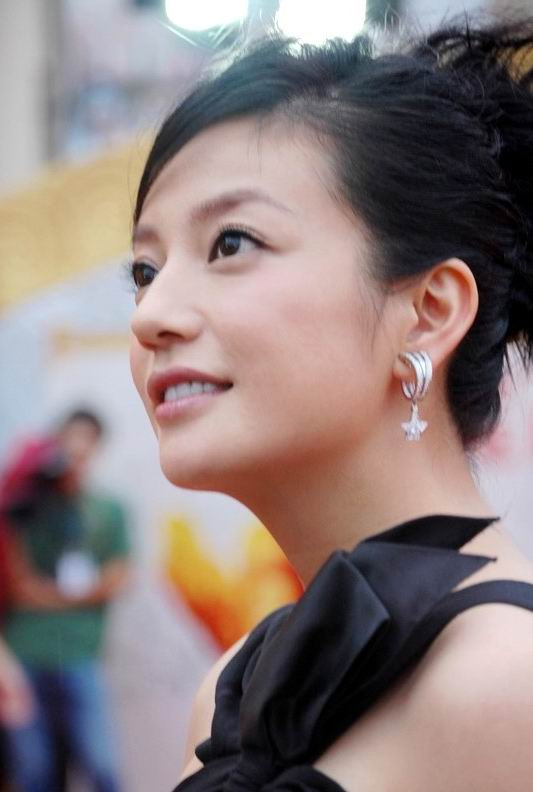
Triệu Vy đoạt giải năm 2015 với vai diễn trong Dearest.

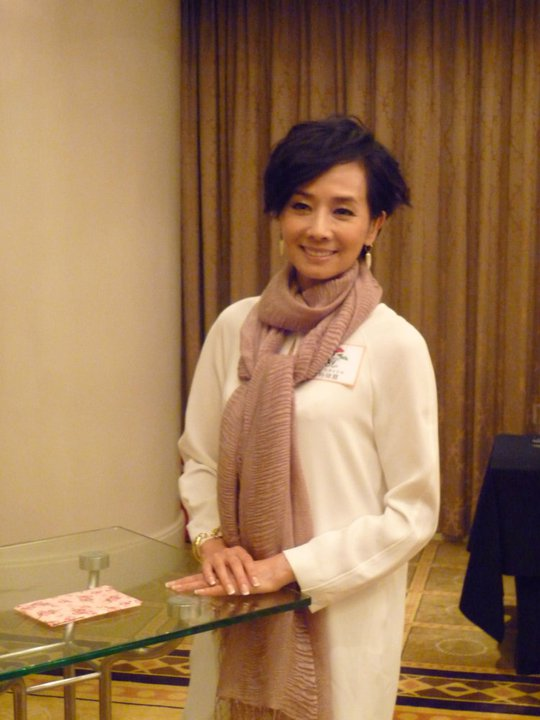
Mao Thuấn Quân đoạt giải năm 2017 với vai diễn trong Tomorrow Is Another Day.

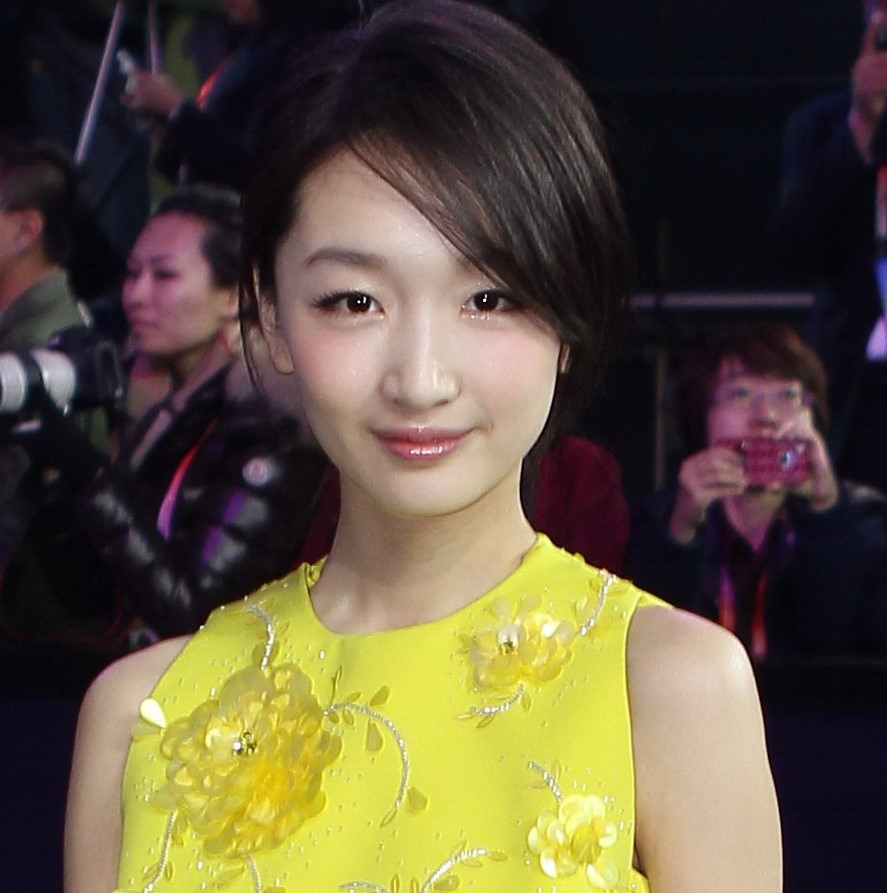
Châu Đông Vũ đoạt giải năm 2020 với vai diễn trong Em của thời niên thiếu.

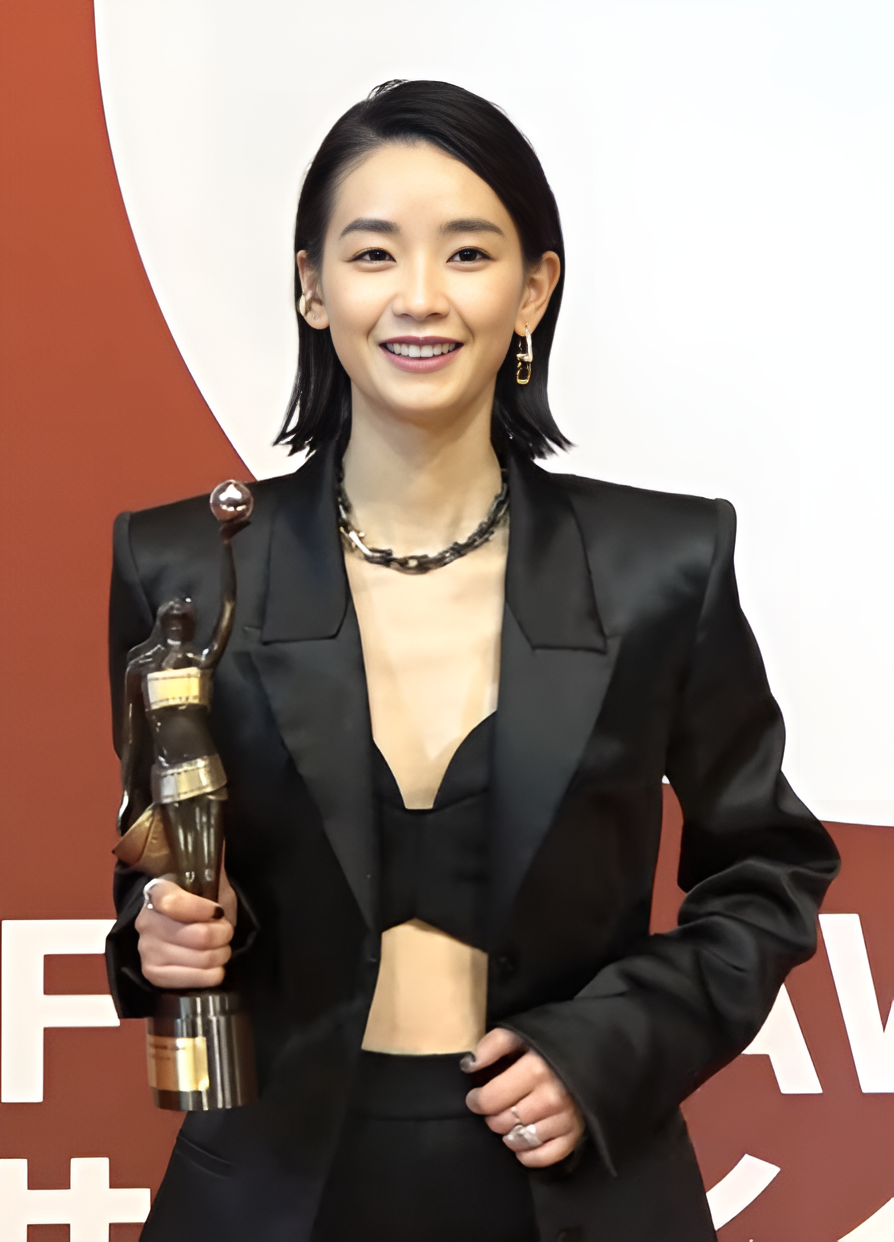
Lưu Nhã Sắt đoạt giải năm 2022 với Răng khôn.

| ‡ | Màu chỉ định người chiến thắng |

| Năm            | Nữ diễn viên                         | Phim                                                                               | Vai diễn                    | Tham khảo | Tham khảo |
| -------------- | ------------------------------------ | ---------------------------------------------------------------------------------- | --------------------------- | --------- | --------- |
| 1981 (1st)     | Huệ Anh Hồng ‡                       | Trưởng bối (長輩)                                                                  | Trình Đái Nam               | [ 5 ]     | [ 6 ]     |
| 1982 (2nd)     | Lâm Bích Kỳ ‡                        | Tĩnh muội tử 靚妹仔                                                                | Bích Kỳ                     | [ 7 ]     | [ 8 ]     |
| 1982 (2nd)     | Chung Sở Hồng                        | Cà phê bạc hà (薄荷咖啡)                                                           | Phó Mẫn                     | [ 9 ]     | [ 8 ]     |
| 1982 (2nd)     | Mã Tư Thần                           | Thuyền nhân                                                                        | Cầm Nương                   | [ 10 ]    | [ 8 ]     |
| 1982 (2nd)     | Mâu Khiên Nhân                       | Thuyền nhân                                                                        | Nguyễn Phu nhân             | [ 10 ]    | [ 8 ]     |
| 1982 (2nd)     | Trương Ngải Gia                      | Tối giai bác đáng (最佳拍檔)                                                       | Hà Đông Thi                 | [ 11 ]    | [ 8 ]     |
| 1983 (3rd)     | Diệp Đồng ‡                          | Biểu thác thất nhật tình (表錯七日情)                                              | Dương Nại Đông              | [ 12 ]    | [ 13 ]    |
| 1983 (3rd)     | Hứa Tố Oánh                          | Bán biên nhân (半邊人)                                                             | A Oánh                      | [ 14 ]    | [ 13 ]    |
| 1983 (3rd)     | Lưu Hiểu Khánh                       | Thùy liêm thính chính (垂簾聽政)                                                   | Từ Hi Thái hậu              | [ 15 ]    | [ 13 ]    |
| 1983 (3rd)     | Chung Sở Hồng                        | Hong Kong, Hong Kong                                                               | Mạnh Tư Thần                | [ 16 ]    | [ 13 ]    |
| 1983 (3rd)     | Lâm Thanh Hà                         | Tân Thục Sơn kiếm hiệp (新蜀山劍俠)                                                | Ương bảo chủ                | [ 17 ]    | [ 13 ]    |
| 1984 (4th)     | Tư Cầm Cao Oa ‡                      | Tự thủy lưu niên (似水流年)                                                        | A Trân                      | [ 18 ]    | [ 19 ]    |
| 1984 (4th)     | Diệp Đồng                            | Hong Kong 1941                                                                     | Hạ Dục Nam                  | [ 20 ]    | [ 19 ]    |
| 1984 (4th)     | Diệp Đức Nhàn                        | Hành thác nhân duyên lạc (行錯姻緣路)                                              | Trịnh Chỉ Linh              | [ 21 ]    | [ 19 ]    |
| 1984 (4th)     | Trương Ngải Gia                      | Thượng Hải chi dạ                                                                  | Thư Bội Lâm                 | [ 22 ]    | [ 19 ]    |
| 1984 (4th)     | Cố Mỹ Hoa                            | Tự thủy lưu niên (似水流年)                                                        | Trương San San              | [ 23 ]    | [ 19 ]    |
| 1985 (5th)     | Vương Tiểu Phượng ‡                  | Thác điểm uyên ương (錯點鴛鴦)                                                     | Kim Kim                     | [ 24 ]    | [ 25 ]    |
| 1985 (5th)     | Hạ Văn Tịch                          | Hoa nhai thời đại (花街時代)                                                       | Thủy Mỹ Lệ                  | [ 26 ]    | [ 25 ]    |
| 1985 (5th)     | Diệp Đức Nhàn                        | Pháp ngoại tình (法外情)                                                           | Lưu Huệ Lan                 | [ 27 ]    | [ 25 ]    |
| 1985 (5th)     | Lâm Thanh Hà                         | Câu chuyện cảnh sát                                                                | Selina Phương               | [ 28 ]    | [ 25 ]    |
| 1985 (5th)     | Mâu Khiên Nhân                       | Nữ nhân tâm                                                                        | Bảo Nghi                    | [ 29 ]    | [ 25 ]    |
| 1986 (6th)     | Trương Ngải Gia ‡                    | Tối ái (最爱)                                                                      | Bạch Vân                    | [ 30 ]    | [ 31 ]    |
| 1986 (6th)     | Diệp Thiến Văn                       | Đao mã đán (刀馬旦)                                                                | Bạch Nữu                    | [ 32 ]    | [ 31 ]    |
| 1986 (6th)     | Phan Hồng                            | Hỏa long (火龍)                                                                    | Lý Thục Hiền                | [ 33 ]    | [ 31 ]    |
| 1986 (6th)     | Lợi Ngọc Quyên                       | Mỹ quốc tâm (美國心)                                                               | A Quyên                     | [ 34 ]    | [ 31 ]    |
| 1986 (6th)     | Mã Tư Thần                           | Thịnh bất đáo đích diệt thoại (聽不到的說話)                                       | Hương Tiểu Quý              | [ 35 ]    | [ 31 ]    |
| 1987 (7th)     | Tiêu Phương Phương ‡                 | Bất thị oan gia bất tụ đầu (不是冤家不聚頭)                                        | Hoàng Mai                   | [ 36 ]    | [ 37 ]    |
| 1987 (7th)     | Chung Sở Hồng                        | Thu thiên đích đồng thoại (秋天的童話)                                             | Lý Kỳ                       | [ 38 ]    | [ 37 ]    |
| 1987 (7th)     | Trịnh Du Linh                        | Thần cơ lưỡng nữ hiệp (神奇兩女俠)                                                 | Lương Hảo Cầu               | [ 39 ]    | [ 37 ]    |
| 1987 (7th)     | Vương Tổ Hiền                        | Thiến nữ u hồn                                                                     | Nhiếp Tiểu Thiến            | [ 40 ]    | [ 37 ]    |
| 1987 (7th)     | Lý Điện Lãng                         | Thắng lợi cuối cùng                                                                | Bình Tả                     | [ 41 ]    | [ 37 ]    |
| 1987 (7th)     | Lý Lệ Trân                           | Thắng lợi cuối cùng                                                                | Mimi                        | [ 41 ]    | [ 37 ]    |
| 1988 (8th)     | Mai Diễm Phương ‡                    | Yên chi khâu                                                                       | Như Hoa                     | [ 42 ]    | [ 43 ]    |
| 1988 (8th)     | Mâu Khiên Nhân                       | Kế tục khiêu vũ (繼續跳舞)                                                         | Giải Trường Thường          | [ 44 ]    | [ 43 ]    |
| 1988 (8th)     | Trịnh Du Linh                        | Tam nhân thế giới (三人世界)                                                       | Chu Lệ Nga                  | [ 45 ]    | [ 43 ]    |
| 1988 (8th)     | Điềm Nữu                             | Ngã ái thái khổng nhân (我愛太空人)                                                | June Lee                    | [ 46 ]    | [ 43 ]    |
| 1988 (8th)     | Trương Mạn Ngọc                      | Vượng Giác Ca môn                                                                  | A Nga                       | [ 47 ]    | [ 43 ]    |
| 1989 (9th)     | Trương Mạn Ngọc ‡                    | Bất thoát mạt đích nhân (不脫襪的人)                                               | Tiểu Ngọc                   | [ 48 ]    | [ 49 ]    |
| 1989 (9th)     | Trương Ngải Gia                      | A lang đích cố sự (阿郎的故事)                                                     | Ba Ba                       | [ 50 ]    | [ 49 ]    |
| 1989 (9th)     | Trương Ngải Gia                      | Bát lưỡng kim (八兩金)                                                             | Ô Trớ Bà                    | [ 50 ]    | [ 49 ]    |
| 1989 (9th)     | Ngô Gia Lệ                           | Đệ nhất kiển (第一繭)                                                              | Winnie Hoàng                | [ 51 ]    | [ 49 ]    |
| 1989 (9th)     | Phùng Bảo Bảo                        | Phi hoạt hoàng hôn (飛越黃昏)                                                      | Mai Di                      | [ 52 ]    | [ 49 ]    |
| 1989 (9th)     | Lưu Gia Linh                         | Duyệt hoang đích nữ nhân (說謊的女人)                                              | Trương Lỵ Lỵ                | [ 52 ]    | [ 49 ]    |
| 1990 (10th)    | Trịnh Du Linh‡                       | Her Fatal Ways                                                                     | Trịnh Thạc Nam              | [ 53 ]    | [ 54 ]    |
| 1990 (10th)    | Lưu Gia Linh                         | A Phi chính truyện                                                                 | Mễ Mễ                       | [ 55 ]    | [ 54 ]    |
| 1990 (10th)    | Trương Mạn Ngọc                      | Ái tại biệt hương đích quý tiết (爱在别乡的季节)                                   | Lý Hồng                     | [ 56 ]    | [ 54 ]    |
| 1990 (10th)    | Trương Ngải Gia                      | Miếu Nhai hoàng hậu (廟街皇后                                                      | chị Hoa                     | [ 57 ]    | [ 54 ]    |
| 1990 (10th)    | Củng Lợi                             | Cổ kim đại chiến Tần dũng tình                                                     | Hàn Đông Nhi/Chu Lỵ Lỵ      | [ 58 ]    | [ 54 ]    |
| 1991 (11th)    | Diệp Đồng ‡                          | This Thing Called Love                                                             | Tân Khả Nhi                 | [ 59 ]    | [ 60 ]    |
| 1991 (11th)    | Trịnh Du Linh                        | Her Fatal Ways 2                                                                   | Trịnh Thạc Nam              | [ 61 ]    | [ 60 ]    |
| 1991 (11th)    | Mai Diễm Phương                      | Au Revoir, Mon Amour                                                               | Ngô Mai Y                   | [ 62 ]    | [ 60 ]    |
| 1991 (11th)    | Lưu Gia Linh                         | Gigolo and Whore                                                                   | A Hồng                      | [ 63 ]    | [ 60 ]    |
| 1991 (11th)    | Trương Mẫn                           | Dances with Dragon                                                                 | Trần Nguyệt Quang           | [ 64 ]    | [ 60 ]    |
| 1992 (12th)    | Trương Mạn Ngọc‡                     | Nguyễn Linh Ngọc                                                                   | Nguyễn Linh Ngọc            | [ 65 ]    | [ 66 ]    |
| 1992 (12th)    | Khâu Thục Trinh                      | Naked Killer                                                                       | Miêu Tử                     | [ 67 ]    | [ 66 ]    |
| 1992 (12th)    | Lâm Thanh Hà                         | Handsome Siblings                                                                  | Hoa Vô Khuyết               | [ 68 ]    | [ 66 ]    |
| 1992 (12th)    | Mai Diễm Phương                      | Justice, My Foot!                                                                  | Tống phu nhân               | [ 69 ]    | [ 66 ]    |
| 1992 (12th)    | Trương Mạn Ngọc                      | Tân Long Môn Khách sạn                                                             | Kim Tương Ngọc              | [ 70 ]    | [ 66 ]    |
| 1992 (12th)    | Lâm Thanh Hà                         | Tiếu ngạo giang hồ: Đông Phương Bất Bại                                            | Đông Phương Bất Bại         | [ 71 ]    | [ 66 ]    |
| 1993 (13th)    | Viên Vịnh Nghi ‡                     | C'est La Vie Mon Cheri                                                             | A Mẫn                       | [ 72 ]    | [ 73 ]    |
| 1993 (13th)    | Tiêu Phương Phương                   | Always on My Mind                                                                  | Tương thái thái             | [ 74 ]    | [ 73 ]    |
| 1993 (13th)    | Tiêu Phương Phương                   | Phương Thế Ngọc                                                                    | Miêu Thúy Hoa               | [ 75 ]    | [ 73 ]    |
| 1993 (13th)    | Ngô Gia Lệ                           | Remains of a Woman                                                                 | Judy Yu                     | [ 76 ]    | [ 73 ]    |
| 1993 (13th)    | Diệp Ngọc Khanh                      | A Roof with a View                                                                 | Diệp Hiểu Đồng              | [ 77 ]    | [ 73 ]    |
| 1994 (14th)    | Viên Vịnh Nghi ‡                     | Kim chi ngọc diệp                                                                  | Lâm Tử Dĩnh                 | [ 78 ]    | [ 79 ]    |
| 1994 (14th)    | Hứa Phân                             | One of the Lucky Ones                                                              | chị Hòa                     | [ 80 ]    | [ 79 ]    |
| 1994 (14th)    | Vương Phi                            | Trùng Khánh sâm lâm                                                                | A Phỉ                       | [ 81 ]    | [ 79 ]    |
| 1994 (14th)    | Ngô Thanh Liên                       | The Returning                                                                      | Elaine/Tiểu Liễu            | [ 82 ]    | [ 79 ]    |
| 1994 (14th)    | Trần Xung                            | Hoa hồng đỏ, hoa hồng trắng                                                        | Vương Kiều Nhị              | [ 83 ]    | [ 79 ]    |
| 1994 (14th)    | Lưu Nhã Lệ                           | I Have a Date with Spring                                                          | Diêu Tiểu Điệp              | [ 84 ]    | [ 79 ]    |
| 1995 (15th)    | Tiêu Phương Phương ‡                 | Summer Snow                                                                        | Tôn thái thái               | [ 85 ]    | [ 86 ]    |
| 1995 (15th)    | Khâu Thục Trinh                      | I'm Your Birthday Cake!                                                            | Tuyết nhi                   | [ 87 ]    | [ 86 ]    |
| 1995 (15th)    | Phùng Bảo Bảo (馮寶寶)               | Mother of a Different Kind                                                         | Lâm Tú Mỹ                   | [ 88 ]    | [ 86 ]    |
| 1995 (15th)    | Mai Diễm Phương                      | Rumble in the Bronx                                                                | Elaine                      | [ 89 ]    | [ 86 ]    |
| 1995 (15th)    | Diệp Đồng                            | Peace Hotel                                                                        | Thư Tiểu Mạn                | [ 90 ]    | [ 86 ]    |
| 1996 (16th)    | Trương Mạn Ngọc ‡                    | Điềm mật mật                                                                       | Lý Kiều                     | [ 91 ]    | [ 92 ]    |
| 1996 (16th)    | Củng Lợi                             | Phong nguyệt                                                                       | Như Ý                       | [ 93 ]    | [ 92 ]    |
| 1996 (16th)    | Tiêu Phương Phương                   | Hổ độ môn                                                                          | Lãnh Kiếm Tâm               | [ 94 ]    | [ 92 ]    |
| 1996 (16th)    | Ngô Quân Như                         | 4 Faces of Eve                                                                     | Bạch Kim Mao                | [ 95 ]    | [ 92 ]    |
| 1996 (16th)    | Mạc Văn Úy                           | Thần ăn                                                                            | Gà Tây                      | [ 96 ]    | [ 92 ]    |
| 1997 (17th)    | Trương Mạn Ngọc ‡                    | Tống gia hoàng triều (宋家皇朝)                                                    | Tống Khánh Linh             | [ 97 ]    | [ 98 ]    |
| 1997 (17th)    | Ngô Thanh Liên                       | Bán sinh duyên                                                                     | Cố Mạn Trinh                | [ 99 ]    | [ 98 ]    |
| 1997 (17th)    | Thư Kỳ                               | Love Is Not a Game, But a Joke                                                     | Lý Lệ San                   | [ 100 ]   | [ 98 ]    |
| 1997 (17th)    | Tôn Giai Quân (孫佳君)               | Island of Greed                                                                    | Thôi Diệu Hương             | [ 101 ]   | [ 98 ]    |
| 1997 (17th)    | Lưu Gia Linh                         | Intimates                                                                          | Ngọc Hoàn                   | [ 102 ]   | [ 98 ]    |
| 1998 (18th)    | Ngô Quân Như ‡                       | Cổ hoặc tử tình nghĩa thiên chi hồng hưng thập tam muội (古惑仔情義篇之洪興十三妹) | Thôi Tiểu Tiểu (em Mười Ba) | [ 103 ]   | [ 104 ]   |
| 1998 (18th)    | Thư Kỳ                               | City of Glass                                                                      | Vivian                      | [ 105 ]   | [ 104 ]   |
| 1998 (18th)    | Lương Nghệ Linh                      | Chân tâm anh hùng                                                                  | A Linh                      | [ 106 ]   | [ 104 ]   |
| 1998 (18th)    | Viên Vịnh Nghi                       | Till Death Do Us Part                                                              | BoBo                        | [ 107 ]   | [ 104 ]   |
| 1998 (18th)    | Khâu Thục Trinh                      | Hold You Tight                                                                     | Nguyệt Văn/Rosa             | [ 108 ]   | [ 104 ]   |
| 1999 (19th)    | La Lan ‡                             | Bullets Over Summer                                                                | Tứ bà                       | [ 109 ]   | [ 110 ]   |
| 1999 (19th)    | Diệp Đức Nhàn                        | Crying Heart                                                                       | Phát tẩu                    | [ 111 ]   | [ 110 ]   |
| 1999 (19th)    | Lý Lệ Trân                           | Ordinary Heroes                                                                    | Tô Phượng Để                | [ 112 ]   | [ 110 ]   |
| 1999 (19th)    | Lương Vịnh Kỳ                        | Tempting Heart                                                                     | Tiểu Nhu                    | [ 113 ]   | [ 110 ]   |
| 1999 (19th)    | Trương Bá Chi                        | Tinh nguyện                                                                        | Ngu Thu Nam                 | [ 114 ]   | [ 110 ]   |
| 2000 (20th)    | Trương Mạn Ngọc ‡                    | Tâm trạng khi yêu                                                                  | Tô Lệ Trân                  | [ 115 ]   | [ 116 ]   |
| 2000 (20th)    | Trịnh Tú Văn                         | Needing You...                                                                     | Kinki Kwok                  | [ 117 ]   | [ 116 ]   |
| 2000 (20th)    | Tần Hải Lộ                           | Durian Durian                                                                      | Tần Yến                     | [ 118 ]   | [ 116 ]   |
| 2000 (20th)    | Dương Tử Quỳnh                       | Ngọa hổ tàng long                                                                  | Du Tú Liên                  | [ 119 ]   | [ 116 ]   |
| 2000 (20th)    | Chương Tử Di                         | Ngọa hổ tàng long                                                                  | Ngọc Kiều Long              | [ 119 ]   | [ 116 ]   |
| 2001 (21st)    | Trương Ngải Gia ‡                    | Địa cửu thiên trường (地久天長)                                                    | Lý Tuệ Trân                 | [ 120 ]   | [ 121 ]   |
| 2001 (21st)    | Mai Diễm Phương                      | July Rhapsody                                                                      | Trần Văn Tĩnh               | [ 122 ]   | [ 121 ]   |
| 2001 (21st)    | Trịnh Tú Văn                         | Chung Vô Diệm                                                                      | Chung Vô Diệm               | [ 123 ]   | [ 121 ]   |
| 2001 (21st)    | Trịnh Tú Văn                         | Tình yêu thời giảm cân                                                             | Mini Mo                     | [ 124 ]   | [ 121 ]   |
| 2001 (21st)    | Trịnh Tú Văn                         | Fighting for Love                                                                  | Hoắc Tiểu Đường             | [ 124 ]   | [ 121 ]   |
| 2002 (22nd)    | Lý Tâm Khiết ‡                       | The Eye                                                                            | Triệu Gia Vấn               | [ 125 ]   | [ 126 ]   |
| 2002 (22nd)    | Ngô Quân Như                         | Golden Chicken                                                                     | A Kim                       | [ 127 ]   | [ 126 ]   |
| 2002 (22nd)    | Vương Phi                            | Thiên hạ vô song 2002 (天下無雙)                                                   | Công chúa Vô Song           | [ 128 ]   | [ 126 ]   |
| 2002 (22nd)    | Lâm Gia Hân                          | Inner Senses                                                                       | Chương Hân                  | [ 129 ]   | [ 126 ]   |
| 2002 (22nd)    | Trương Mạn Ngọc                      | Anh hùng                                                                           | Phi Tuyết                   | [ 130 ]   | [ 126 ]   |
| 2003 (23rd)    | Trương Bá Chi ‡                      | Lost in Time                                                                       | Tiểu Tuệ                    | [ 131 ]   | [ 132 ]   |
| 2003 (23rd)    | Trương Bá Chi                        | Running on Karma                                                                   | Lý Phượng Nghi              | [ 131 ]   | [ 132 ]   |
| 2003 (23rd)    | Ngô Quân Như                         | Golden Chicken 2                                                                   | A Kim                       | [ 127 ]   | [ 132 ]   |
| 2003 (23rd)    | Lâm Gia Hân                          | The Floating Landscape                                                             | A Mạn                       | [ 133 ]   | [ 132 ]   |
| 2003 (23rd)    | Lưu Gia Linh                         | Vô gian đạo 2                                                                      | Mary                        | [ 134 ]   | [ 132 ]   |
| 2004 (24th)    | Chương Tử Di ‡                       | 2046                                                                               | Bạch Linh                   | [ 135 ]   | [ 136 ]   |
| 2004 (24th)    | Trương Ngải Gia                      | 20 30 40                                                                           | Lỵ Lỵ                       | [ 137 ]   | [ 136 ]   |
| 2004 (24th)    | Lâm Gia Hân                          | Koma                                                                               | Tôn Linh                    | [ 138 ]   | [ 136 ]   |
| 2004 (24th)    | Nguyên Thu                           | Tuyệt đỉnh Kungfu                                                                  | Bao Tô Bà                   | [ 139 ]   | [ 136 ]   |
| 2004 (24th)    | Trương Bá Chi                        | One Nite in Mongkok                                                                | Lưu Đan Đan                 | [ 140 ]   | [ 136 ]   |
| 2005 (25th)    | Châu Tấn ‡                           | Nếu như yêu                                                                        | Tôn Na                      | [ 141 ]   | [ 142 ]   |
| 2005 (25th)    | Trịnh Tú Văn                         | Trường hận ca                                                                      | Vương Kỳ Dao                | [ 143 ]   | [ 142 ]   |
| 2005 (25th)    | Lâm Gia Hân                          | Home Sweet Home                                                                    | Diêm Hồng                   | [ 144 ]   | [ 142 ]   |
| 2005 (25th)    | Trương Ngải Gia                      | Cơm gà Hải Nam                                                                     | Phạm Trân                   | [ 145 ]   | [ 142 ]   |
| 2005 (25th)    | Mạc Văn Úy                           | Wait 'Til You're Older                                                             | Từ Mẫn                      | [ 146 ]   | [ 142 ]   |
| 2006 (26th)    | Củng Lợi ‡                           | Hoàng Kim Giáp                                                                     | Vương hậu                   | [ 147 ]   | [ 148 ]   |
| 2006 (26th)    | Mao Thuấn Quân                       | Đại trượng phu 2                                                                   | Trương Tú Hiền              | [ 149 ]   | [ 148 ]   |
| 2006 (26th)    | Lý Tâm Khiết                         | Quỷ vực                                                                            | Từ Tầm                      | [ 150 ]   | [ 148 ]   |
| 2006 (26th)    | Lưu Nhược Anh                        | Sinh nhật vui vẻ                                                                   | Ngô Tiểu Mễ                 | [ 151 ]   | [ 148 ]   |
| 2006 (26th)    | Lương Lạc Thi                        | Isabella                                                                           | Trương Bích Hân             | [ 152 ]   | [ 148 ]   |
| 2007 (27th)    | Tư Cầm Cao Oa ‡                      | Cuộc sống hậu hiện tại của dì tôi                                                  | Diệp Như Đường              | [ 153 ]   | [ 154 ]   |
| 2007 (27th)    | Mao Thuấn Quân                       | Mr. Cinema                                                                         | Trần Tú Anh                 | [ 155 ]   | [ 154 ]   |
| 2007 (27th)    | Trương Tĩnh Sơ (张静初)              | Môn đồ                                                                             | Bành Ngọc Phân              | [ 156 ]   | [ 154 ]   |
| 2007 (27th)    | Lưu Nhược Anh                        | Bảng giá                                                                           | Hà Uyển Chân                | [ 157 ]   | [ 154 ]   |
| 2007 (27th)    | Thái Trác Nghiên                     | Simply Actors                                                                      | Đan Đan                     | [ 158 ]   | [ 154 ]   |
| 2008 (28th)    | Bảo Khởi Tĩnh ‡                      | The Way We Are                                                                     | Quý thẩm                    | [ 159 ]   | [ 160 ]   |
| 2008 (28th)    | Lưu Mỹ Quân                          | True Women For Sale                                                                | Lê Chung Chung              | [ 161 ]   | [ 160 ]   |
| 2008 (28th)    | Từ Hi Viên                           | Xin đừng gác máy                                                                   | Vương Hải Tình              | [ 162 ]   | [ 160 ]   |
| 2008 (28th)    | Châu Tấn                             | Họa bì                                                                             | Tiểu Duy                    | [ 163 ]   | [ 160 ]   |
| 2008 (28th)    | Lâm Gia Hân                          | Claustrophobia                                                                     | A Bội                       | [ 164 ]   | [ 160 ]   |
| 2009 (29th)    | Huệ Anh Hồng ‡                       | At the End of Daybreak                                                             | Mẹ của Đức Tử               | [ 165 ]   | [ 166 ]   |
| 2009 (29th)    | Trương Tĩnh Sơ                       | Night and Fog                                                                      | Vương Hiểu Linh             | [ 167 ]   | [ 166 ]   |
| 2009 (29th)    | Triệu Vy                             | Hoa Mộc Lan                                                                        | Hoa Mộc Lan                 | [ 168 ]   | [ 166 ]   |
| 2009 (29th)    | Thư Kỳ                               | Tình mộng kỳ duyên                                                                 | Tiết Mễ Lan                 | [ 169 ]   | [ 166 ]   |
| 2009 (29th)    | Ngô Quân Như                         | Echoes of the Rainbow                                                              | La Thái                     | [ 170 ]   | [ 166 ]   |
| 2010 (30th)    | Lưu Gia Linh ‡                       | Địch Nhân Kiệt: Bí ẩn ngọn lửa ma                                                  | Võ Tắc Thiên                | [ 171 ]   | [ 172 ]   |
| 2010 (30th)    | Hà Siêu Nghi (何超儀)                | Dream Home                                                                         | Trịnh Lệ Thường             | [ 173 ]   | [ 172 ]   |
| 2010 (30th)    | Tiết Khải Kỳ                         | Break Up Club                                                                      | A Hoa                       | [ 174 ]   | [ 172 ]   |
| 2010 (30th)    | Dương Thiên Hoa                      | Love in a Puff                                                                     | Dư Xuân Kiều                | [ 175 ]   | [ 172 ]   |
| 2010 (30th)    | Thang Duy                            | Crossing Hennessy                                                                  | Ái Liên                     | [ 176 ]   | [ 172 ]   |
| 2011 (31st)    | Diệp Đức Nhàn (葉德嫻) ‡             | A Simple Life                                                                      | Chung Xuân Đào              | [ 177 ]   | [ 178 ]   |
| 2011 (31st)    | Thư Kỳ                               | A Beautiful Life                                                                   | Lý Bội Như                  | [ 179 ]   | [ 178 ]   |
| 2011 (31st)    | Thang Duy                            | Võ hiệp                                                                            | A Ngọc                      | [ 180 ]   | [ 178 ]   |
| 2011 (31st)    | Cao Viên Viên                        | Đơn thân nam nữ                                                                    | Trình Tử Hân                | [ 181 ]   | [ 178 ]   |
| 2011 (31st)    | Châu Tấn                             | Long môn phi giáp                                                                  | Lăng Nhạn Thu               | [ 182 ]   | [ 178 ]   |
| 2012 (32nd)    | Dương Thiên Hoa ‡                    | Love in the Buff                                                                   | Dư Xuân Kiều                | [ 183 ]   | [ 184 ]   |
| 2012 (32nd)    | Trịnh Tú Văn                         | Romancing in Thin Air                                                              | Lương Tuệ Tú                | [ 185 ]   | [ 184 ]   |
| 2012 (32nd)    | Giang Nhược Lâm                      | Love Lifting                                                                       | Lý Lệ                       | [ 186 ]   | [ 184 ]   |
| 2012 (32nd)    | Châu Tấn                             | The Great Magician                                                                 | Liễu Ấm                     | [ 187 ]   | [ 184 ]   |
| 2012 (32nd)    | Châu Tấn                             | The Silent War                                                                     | Trương Học Ninh             | [ 188 ]   | [ 184 ]   |
| 2013 (33rd)    | Chương Tử Di ‡                       | Nhất đại tông sư                                                                   | Cung Nhược Mai              | [ 189 ]   | [ 190 ]   |
| 2013 (33rd)    | Thang Duy                            | Finding Mr. Right                                                                  | Văn Giai Giai               | [ 191 ]   | [ 190 ]   |
| 2013 (33rd)    | Trịnh Tú Văn                         | Blind Detective                                                                    | Hà Gia Đồng                 | [ 192 ]   | [ 190 ]   |
| 2013 (33rd)    | Bảo Khởi Tĩnh                        | Rigor Mortis                                                                       | Mai Di                      | [ 193 ]   | [ 190 ]   |
| 2013 (33rd)    | Nhan Trác Linh                       | The Way We Dance                                                                   | A Hoa                       | [ 194 ]   | [ 190 ]   |
| 2014 (34th)    | Triệu Vy ‡                           | Dearest                                                                            | Lý Hồng Cầm                 | [ 195 ]   | [ 196 ]   |
| 2014 (34th)    | Ngô Quân Như                         | Golden Chickensss                                                                  | A Kim                       | [ 197 ]   | [ 196 ]   |
| 2014 (34th)    | Thang Duy                            | Thời đại hoàng kim                                                                 | Tiêu Hồng                   | [ 198 ]   | [ 196 ]   |
| 2014 (34th)    | Châu Tấn                             | Women Who Flirt                                                                    | Trương Tuệ                  | [ 199 ]   | [ 196 ]   |
| 2014 (34th)    | Thái Trác Nghiên                     | Sara                                                                               | Hà Ngọc Linh                | [ 200 ]   | [ 196 ]   |
| 2015 (35th)    | Xuân Hạ ‡                            | Đạp huyết tầm mai                                                                  | Vương Giai Mai              | [ 201 ]   | [ 202 ]   |
| 2015 (35th)    | Dương Thiên Hoa                      | Cô hiệu trưởng của năm đứa bé                                                      | Lữ Tuệ Hồng                 | [ 203 ]   | [ 202 ]   |
| 2015 (35th)    | Thang Duy                            | Tam thành ký                                                                       | Trần Nguyệt Vinh            | [ 204 ]   | [ 202 ]   |
| 2015 (35th)    | Trương Ngải Gia                      | Chuyện tình nơi công sở                                                            | Trương Uy                   | [ 205 ]   | [ 202 ]   |
| 2015 (35th)    | Lâm Gia Hân                          | Ám sắc thiên đường                                                                 | Michelle                    | [ 206 ]   | [ 202 ]   |
| 2016 (36th)    | Huệ Anh Hồng‡                        | Happiness                                                                          | Tạ Uyển Phân                | [ 207 ]   | [ 208 ]   |
| 2016 (36th)    | Châu Đông Vũ                         | Soul Mate                                                                          | Lý An Sinh                  | [ 209 ]   | [ 208 ]   |
| 2016 (36th)    | Mã Tư Thuần                          | Soul Mate                                                                          | Lâm Thất Nguyệt             | [ 209 ]   | [ 208 ]   |
| 2016 (36th)    | Nina Bảo                             | Show Me Your Love                                                                  | Lý Hảo                      | [ 210 ]   | [ 208 ]   |
| 2016 (36th)    | Thang Duy                            | Book of Love                                                                       | Tiêu Kiều                   | [ 211 ]   | [ 208 ]   |
| 2017 (37th)    | Mao Thuấn Quân ‡                     | Tomorrow Is Another Day                                                            | Hoàng Kim Hoa               | [ 212 ]   | [ 213 ]   |
| 2017 (37th)    | Trương Ngải Gia                      | Love Education                                                                     | Nhạc Tuệ Anh                | [ 214 ]   | [ 213 ]   |
| 2017 (37th)    | Châu Tấn                             | Bao giờ trăng sáng                                                                 | Phương Lan                  | [ 215 ]   | [ 213 ]   |
| 2017 (37th)    | Đặng Lệ Hân                          | Không thủ đạo                                                                      | Mari Hirakawa               | [ 216 ]   | [ 213 ]   |
| 2017 (37th)    | Châu Tú Na                           | 29+1                                                                               | Lâm Nhược Quân              | [ 217 ]   | [ 213 ]   |
| 2018 (38th)    | Tằng Mỹ Huệ Tư ‡                     | Ba người chồng                                                                     | A Muội                      |           | [ 218 ]   |
| 2018 (38th)    | Thái Trác Nghiên                     | Phi phân thục nữ                                                                   | Tiểu Mẫn                    |           | [ 218 ]   |
| 2018 (38th)    | Trương Tĩnh Sơ                       | Phi vụ tiền giả                                                                    | Nguyễn Văn / Ngô Tú Thanh   |           | [ 218 ]   |
| 2018 (38th)    | Dư Hương Ngưng (余香凝)              | Distinction                                                                        | Tiễn Tư Dĩnh                |           | [ 218 ]   |
| 2018 (38th)    | Cơ Tố Khổng Thượng Trì (姬素·孔尚治) | Still Human                                                                        | Evelyn                      |           | [ 218 ]   |
| 2019 (39th)    | Châu Đông Vũ ‡                       | Em của thời niên thiếu                                                             | Trần Niệm                   |           | [ 219 ]   |
| 2019 (39th)    | Trịnh Tú Văn                         | Fagara                                                                             | Hạ Như Thụ                  |           | [ 219 ]   |
| 2019 (39th)    | Trịnh Tú Văn                         | Fatal Visit                                                                        | Thôi Xảo Linh               |           | [ 219 ]   |
| 2019 (39th)    | Sái Tư Vận (蔡思韵)                  | Beyond The Dream                                                                   | Hân Hân / Diệp Lam          |           | [ 219 ]   |
| 2019 (39th)    | Đặng Lệ Hân (鄧麗欣)                 | My Prince Edward                                                                   | Trương Lỵ Phương            |           | [ 219 ]   |
| 2020-21 (40th) | Lưu Nhã Sắt ‡                        | Răng khôn                                                                          | Vương Đào                   | [ 220 ]   | [ 221 ]   |
| 2020-21 (40th) | Châu Tú Na                           | Madalena                                                                           | Tống Liên Na                | [ 220 ]   | [ 221 ]   |
| 2020-21 (40th) | Vương Đan Ni                         | Huyền thoại Mai Diễm Phương                                                        | Mai Diễm Phương             | [ 220 ]   | [ 221 ]   |
| 2020-21 (40th) | Ngô Quân Như                         | Zero to Hero                                                                       | Hàn Tiểu Trinh              | [ 220 ]   | [ 221 ]   |
| 2020-21 (40th) | Củng Lợi                             | Đoạt quán                                                                          | Lang Bình                   | [ 220 ]   | [ 221 ]   |
| 2022 (41st)    | Trịnh Tú Văn ‡                       | Lost Love                                                                          | Trần Thiên Mỹ               |           | [ 222 ]   |
| 2022 (41st)    | Tô Ngọc Hoa                          | The Sparring Partner                                                               | Du Gia Lỵ                   |           | [ 222 ]   |
| 2022 (41st)    | Mao Thuấn Quân                       | Mama's Affair                                                                      | Dư Mỹ Phượng                |           | [ 222 ]   |
| 2022 (41st)    | Viên Lễ Lâm                          | The Narrow Road                                                                    | Candy                       |           | [ 222 ]   |
| 2022 (41st)    | Trương Ngải Gia                      | A Light Never Goes Out                                                             | Giang Mỹ Hương              |           | [ 222 ]   |
| 2023 (42nd)    | Dư Hương Ngưng ‡                     | In Broad Daylight                                                                  |                             |           | [ 223 ]   |
| 2023 (42nd)    | Tạ An Kỳ                             | Band Four                                                                          |                             |           | [ 223 ]   |
| 2023 (42nd)    | Vệ Thi Nhã                           | Ready O/R Rot                                                                      |                             |           | [ 223 ]   |
| 2023 (42nd)    | Vương Đan Ni                         | A Guilty Conscience                                                                |                             |           | [ 223 ]   |
| 2023 (42nd)    | Chung Tuyết Oánh                     | The Lyricist Wannabe                                                               |                             |           | [ 223 ]   |
| 2024 (43rd)    | Vệ Thi Nhã ‡                         | Phá địa ngục ‡                                                                     |                             |           | [ 224 ]   |
| 2024 (43rd)    | Âu Gia Văn                           | All Shall Be Well                                                                  |                             |           | [ 224 ]   |
| 2024 (43rd)    | Hứa Ân Di                            | Last Song for You                                                                  |                             |           | [ 224 ]   |
| 2024 (43rd)    | Chung Tuyết Oánh                     | The Way We Talk                                                                    |                             |           | [ 224 ]   |
| 2024 (43rd)    | Đàm Thiến Ngân                       | Montages of a Modern Motherhood                                                    |                             |           | [ 224 ]   |

## Chiến thắng và đề cử
| Người chiến thắng | Nữ diễn viên       | Năm                          |
| ----------------- | ------------------ | ---------------------------- |
| 5                 | Trương Mạn Ngọc    | 1990, 1993, 1997, 1998, 2001 |
| 3                 | Huệ Anh Hồng       | 1982, 2010, 2017             |
| 2                 | Viên Vịnh Nghi     | 1994, 1995                   |
| 2                 | Diệp Đồng          | 1984, 1992                   |
| 2                 | Tiêu Phương Phương | 1988, 1996                   |
| 2                 | Tư Cầm Cao Oa      | 1985, 2008                   |
| 2                 | Trương Ngải Gia    | 1987, 2002                   |
| 2                 | Chương Tử Di       | 2005, 2014                   |

| Ứng cử viên | Nữ diễn viên       |
| ----------- | ------------------ |
| 12          | Trương Ngải Gia    |
| 10          | Trịnh Tú Văn       |
| 9           | Trương Mạn Ngọc    |
| 7           | Ngô Quân Như       |
| 7           | Châu Tấn           |
| 6           | Lưu Gia Linh       |
| 6           | Lâm Gia Hân        |
| 6           | Thang Duy          |
| 5           | Mai Diễm Phương    |
| 5           | Tiêu Phương Phương |

## So sánh tuổi
| Ghi nhận                        | Nữ diễn viên | Phim                                | Tuổi (trong các năm) | Tham khảo |
| ------------------------------- | ------------ | ----------------------------------- | -------------------- | --------- |
| Người chiến thắng lớn tuổi nhất | La Lan       | Bạo liệt hình cảnh (爆裂刑警)       | 66                   | [ 225 ]   |
| Ứng cử viên lớn tuổi nhất       | Nina Bảo     | Thiên thủ khiên tiểu thủ (燈火闌珊) | 67                   | [ 226 ]   |
| Người chiến thắng trẻ tuổi nhất | Lâm Bích Kỳ  | Tĩnh muội tử 靚妹仔                 | 17                   | [ 225 ]   |
| Ứng cử viên trẻ tuổi nhất       | Lâm Bích Kỳ  | Tĩnh muội tử 靚妹仔                 | 17                   | [ 225 ]   |